# Nghi Phú
Nghi Phú là một phường thuộc thành phố Vinh, tỉnh Nghệ An, Việt Nam.
Phường Nghi Phú có diện tích 6,47 km², dân số năm 1999 là 10.967 người, mật độ dân số đạt 1.695 người/km².